# Oxyrhynchaxius japonicus
Oxyrhynchaxius japonicus is een tienpotigensoort uit de familie van de Axiidae. De wetenschappelijke naam van de soort is voor het eerst geldig gepubliceerd in 1917 door Parisi.